# Oliver Post
Oliver Post (* 5. Dezember 1980) ist ein ehemaliger deutscher Squashspieler.

## Karriere
Oliver Post spielte im Jahr 2001 erstmals auf der PSA World Tour. Seine höchste Platzierung in der Weltrangliste erreichte er mit Rang 147 im März 2003. Mit der deutschen Nationalmannschaft nahm er 2003 an der Weltmeisterschaft teil. Darüber hinaus gehörte er dreimal zum deutschen Kader bei Europameisterschaften.
Im Jahr 2000 legte Post sein Abitur in Odenkirchen ab. Er arbeitet heute als Osteopath in Hamburg.